# Le Dernier Dinosaure
Pour plus de détails, voir Fiche technique et Distribution.
Le Dernier Dinosaure (The Last Dinosaur) est un film américano-japonais réalisé par Alexander Grasshoff et Shusei Kotani, sorti en 1977.

## Synopsis
Maston Thrust Jr, un homme d'affaires milliardaire à la tête de la Thrust Inc. mène une expédition dans le cercle polaire sur les indications de Chuck Wade, un géologiste qui a découvert sous l'Arctique une poche volcanique où, grâce à la chaleur, s'est maintenu un petit écosystème gardé par un Tyrannosaurus. Thrust qui est aussi un chasseur mondialement réputé est accompagné de Bunta, un pisteur maasai, de Wade, du Docteur Kawamoto et de Frankie Banks, une photographe récompensée du prix pulitzer ...

## Fiche technique
- Titre original : The Last Dinosaur
- Titre français : Le Dernier Dinosaure
- Réalisation : Alexander Grasshoff et Shusei Kotani
- Scénario : William Overgard
- Direction artistique : Kazuhiko Fujiwara
- Photographie : Shoji Ueda
- Effets spéciaux : Kazuo Sagawa
- Effets visuels : Yasuo Kitazawa, Michihisa Miyashige, Minoru Nakano et sadao Sato
- Montage : Minoru Kozono, Yoshitami Kuroiwa et Tatsuji Nakashizu
- Musique : Maury Laws
- Producteurs : Jules Bass, Arthur Rankin Jr., Kazuyoshi Kasai, Benni Korzen, Kinshiro Ohkubo, Noboru Tsuburaya et Masaki Izuka
- Sociétés de production : Rankin/Bass et Tsuburaya Productions
- Sociétés de distribution : Toho
- Pays d'origine : Japon-États-Unis
- Langue originale : anglais
- Format : couleur — 1,85:1 — 35 mm — son monophonique
- Genre : aventure et science-fiction
- Durée : 106 minutes
- Dates de sortie :
  - France : 20 janvier 1977
  - États-Unis : 11 février 1977
- Affiche : Vanni Tealdi (France)

## Distribution
- Richard Boone : Maston Thrust Jr.
- Joan Van Ark : Frankie Banks
- Steven Keats : Chuck Wade
- Luther Rackley : Bunta
- Masumi Sekiya : Hazel
- Carl Hansen : Barney
- Tetsu Nakamura : Docteur Kawamoto